# Leitsberg
Leitsberg ist ein Dorf und Ortsteil von Altlengbach in Niederösterreich.

## Geografie
Das Dorf liegt nordwestlich von Altlengbach im Tal des Laabenbaches, erstreckt sich längs der Tullner Straße (B19) und besteht aus mehreren landwirtschaftlichen Anwesen und einigen Gewerbebetrieben. Von Leitsberg ausgehend führt eine Straße via Gottleitsberg nach Haagen, wo diese endet. Am 1. Jänner 2024 zählte die Ortschaft 119 Einwohner.

## Geschichte
Laut Adressbuch von Österreich waren im Jahr 1938 in Leitsberg ein Gastwirt und mehrere Landwirte ansässig.